# أمير أباد العليا (دشت روم)
أمير أباد العليا (بالفارسية: امیرآباد علیا) هي قرية تقع في إيران في قسم دشت روم الريفي. يقدر عدد سكانها بـ 337 نسمة .